# 特姆派斯塔特斯
特姆派斯塔特斯（英語：Tempestas）。古罗马神话职司风暴和天气的女性神祇之一。常与其他具有类似意义的神灵相互出现。其事迹反映于相关古典作家的著述之中，具有重大的宗教影响与历史意义。